# Джессика Бангкок
Джессика Бангкок (англ. Jessica Bangkok, род. 19 декабря 1980, Окленд, Калифорния) — американская порноактриса. Хотя сценическое имя указывает на тайское происхождение, сама актриса утверждает, что её отец филиппинец, а мать с Гуама. Настоящее имя — Джессика Батухан.
В 2011 году журнал Complex поставил её на 38 место в списке «50 самых горячих азиатских порнозвёзд всех времён».

## Награды и номинации
| Год  | Премия  | Категория                      | Фильм | Результат |
| ---- | ------- | ------------------------------ | --- | --------- |
| 2009 | AVN     | Не подписанная старлетка года  | н/д | Номинация |
| 2010 | Urban X | Лучшая сцена парного секса     | The Brothel Life (вместе с Роком Айконом) | Номинация |
| 2010 | Urban X | Исполнительница года           | н/д | Номинация |
| 2011 | AVN     | Лучшая сцена группового секса  | Bonny & Clide (вместе с Дэни Енсен, Дженни Хендрикс, Джулией Энн, Керри Луиз, Индией Саммер, Джаззи Берлин, Наташей Марли, Рейчел Рокс, Билли Глайдом, Энтони Розано, Полом Чаплином, Сетом Гемблом и Уиллом Пауэрсом) | Номинация |
| 2011 | AVN     | Не подписанная старлетка года  | н/д | Номинация |
| 2011 | Urban X | Лучшая сцена лесбийского секса | Asian Eyes (вместе с Тейлор Виксен) | Номинация |
| 2014 | XBIZ    | Лучший лесбийский релиз        | Against Her Will 2 | Номинация |